# Stodorané
Havolané (německy Heveller, polsky Hawelanie), také Stodorané (německy Stodoranen, polsky Stodoranie), byl větší kmen Polabských Slovanů (na západě známých jako Wendové), který se v 7. století usadil na území při řece Havole a dolní Sprévě, tj. oblasti dnešního Braniborska ve východním Německu, které vešla ve známost jako Havelland (německy) neboli Stodory. Centrem knížectví Havolanů bylo hradiště Brena (pozdější Brandenburg, česky Branibor) nacházející se v močálech při řece Havole.
Havolané byli nejjižnější polabský kmen a politicky se začlenili do kmenového svazu Luticů, dříve Veletů. Vyznávali své pohanskou víru a bránili se snahám šíření křesťanství, známý je zejména místní kult boha, v němž figurovala trojhlavá modla označovaná dnes jako Triglav.

## Historie

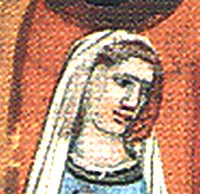
Princezna Drahomíra ze Stodor, později česká kněžna

Podobně jako ostatní západoslovanské kmeny se Havolané usadili v těchto končinách v průběhu 7. století. V roce 906 byla stodoranská princezna Drahomíra provdána za českého knížete Vratislava I., přičemž musela zřejmě přijmout i křest.
Na přelomu let 928–929 byla Brena obsazena německým vojskem Jindřicha I. Ptáčníka a slovanské území bylo začleněno k východní marce Geronis. Jindřichův nástupce Otto I. zde nechal v roce 948 založit braniborské biskupství, aby tak podpořil christianizaci dosud pohanského území.
V roce 983 se porobení Stodorané spolu se sousedními Sprévany a dalšími slovanskými kmeny vzbouřili a mohutným povstáním paralyzovali Severní marku. Ta poté zanikla a na jejím území se vlády mohla znovu ujmout slovanská knížata.
Po úspěšné křížové výpravě proti Polabským Slovanům udělil roku 1134 císař Lothar III. území Severní marky německému hraběti Albrechtu Medvědovi. Ten roku 1150 formálně zdědil po posledním stodoranském knížeti Přibyslavovi havolanská území i s městem Braniboř. Teprve až v roce 1157 mohl Albrecht Medvěd území bývalé marky znovu dobýt. Po porážce slovanského odporu se Albrecht prohlásil vládcem nového Braniborského markrabství. V průběhu dalších desetiletí byli Stodorané postupně asimilováni německými osadníky.

## Pohanský kmen

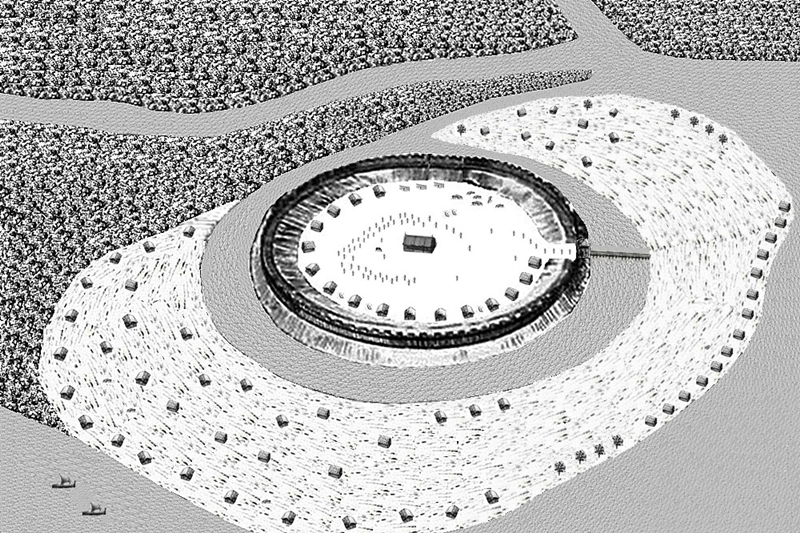
Podoba hradiště Brena v roce 1100

Polabští Slované se dlouho bránili christianizaci, která vůči nim byla vedena zejména z německých zemí, a naopak všemožně podporovali vlastní pohanské kulty. Ctění trojhlavého idolu v Braniboru ve 12. století zmiňuje Jindřich z Antverp, aniž by uvedl jméno božstva. Idol z Braniboru je zpravidla identifikován jako Triglav, bůh ctěný kmenem Pomořanů ve Štětíně a Wolinu, rovněž zpodobňovaný jako tříhlavý idol. Také Braniborská kronika z 13. století a český kronikář Pulkava z druhé poloviny 14. století se zmiňují o stodoranském Triglavovi. Zdeněk Váňa uvádí, že Triglavův kult v tomto městě zanikl roku 1136 v důsledku křtu kníže Přibyslava Jindřicha.
Podle Dušana Třeštíka Stodorané (Havolané) nebyli pohané, jak tvrdily některé pozdější legendy.
S kultem Triglava snad souvisela lidová tradice doložená ještě z 19. století, že lze o svatojánské noci spatřit nádherného černého koně pasoucího se při měsíčním svitu, který zmizí, když se k němu někdo přiblíží.

## Seznam knížat
Stodoranská knížata:
- Baçlabič (psáno arabským učencem al-Mas'údím), resp. Vaclavić – kolem roku 929
- Boleslav – otec Drahomíry
- Tugumir – do roku 940
- Meinfried – zemřel 1127
- Přibyslav – asi 1127–1150

Další osobnosti:
- Drahomíra (Dragomira) – stodoranská princezna a později česká kněžna, zemřela po roce 935
- Pribislav – možný kníže, zemřel roku 993 nebo 994
- Dobromír – senior venerabilis (starší ctihodný) z 10. století,